# G-12
G-12 (ros. Г-12) – radziecki wodnoszybowiec z okresu międzywojennego, pierwszy tego typu szybowiec w ZSRR.

## Historia
W związku z dużą liczbą jezior i dużych rzek w Związku Radzieckim już w latach trzydziestych dwudziestego wieku podjęto próby budowy szybowca, który mógłby startować z wody i lądować na niej. Pierwszą taką konstrukcję opracował Władimir Gribowski w 1933 roku i została ona zbudowana w Moskiewskim Biurze Szybowcowym.
Uczestniczył on w IX Wszechzwiązkowym Konkursie Szybowców w dniach 12 sierpnia – 20 września 1933 roku, który odbywał się na Krymie. Wykonał on tam wtedy lot, startując z góry Uzun-Syrt i lądując w zatoce Koktebelskiej. Następnie przeprowadzono próby startu szybowca z powierzchni, początkowo ciągnięto był przez motorówkę, a gdy to nie powiodło się, jako holownika użyto wodnosamolotu Sz-2. W czasie tych prób okazało się, że nie ma on możliwości startu z powierzchni wody. Pozostała więc możliwość startu z lądu. W związku z tym nie podjęto dalszej jego produkcji, natomiast konstrukcja stała się podstawą do kolejnego wodnoszybowca G-16, zbudowanego w 1934 roku.

## Użycie w lotnictwie
Wodnosamolot G-12 uczestniczył tylko w IX Wszechzwiązkowym Konkursie Szybowcowym w 1933 roku, gdzie odbywał standardowe loty, a także wykonał lądowanie na powierzchni wody oraz przeszedł nieudane próby startu z powierzchni wody.

## Opis techniczny
Wodnoszybowiec G-12 był górnopłatem o konstrukcji drewnianej. Kadłub był zbudowany w kształcie łodzi, ze sklejki, co umożliwiało mu pływanie. Posiadał również pod kadłubem płozę, która umożliwiała mu lądowanie na lądzie. Pod skrzydłami posiadał on pływaki, stabilizujące w czasie lądowania na wodzie. Kabina jednomiejscowa, odkryta, umieszczona w kadłubie przed skrzydłami.